# Angela Coulsen
Angela Coulsen es una deportista australiana que compitió en taekwondo. Ganó dos medallas de bronce en el Campeonato Asiático de Taekwondo en los años 1988 y 1990.

## Palmarés internacional
| Campeonato Asiático | Campeonato Asiático | Campeonato Asiático | Campeonato Asiático |
| Año                 | Lugar               | Medalla             | Categoría           |
| ------------------- | ------------------- | ------------------- | ------------------- |
| 1988                | Katmandú ()         | Medalla de bronce   | –60 kg              |
| 1990                | Taipéi ( Taiwán)    | Medalla de bronce   | –60 kg              |